# David Burns (acteur)
Pour les articles homonymes, voir Burns et David Burns.
David Burns (parfois crédité Dave Burns), né le 22 juin 1902 à New York (arrondissement de Manhattan, État de New York) et mort le 12 mars 1971 à Philadelphie (Pennsylvanie), est un acteur et chanteur américain.

## Biographie
Très actif au théâtre, dans des comédies musicales, des revues et des pièces, David Burns débute à Broadway (New York) en 1923 dans la pièce Polly Preferred de Guy Bolton (avec Genevieve Tobin dans le rôle-titre et William Harrigan). Là, sa première comédie musicale est Face the Music (en) d'Irving Berlin et Moss Hart (1932, avec Mary Boland et Clyde Fillmore).
Parmi ses autres comédies musicales à Broadway, mentionnons Pal Joeyde Richard Rodgers et Lorenz Hart (1941, avec Gene Kelly et June Havoc), The Music Man de Meredith Willson (1957-1959, avec Robert Preston et Barbara Cook), Hello, Dolly! de Jerry Herman (son avant-dernière, 1964-1967, avec Carol Channing puis Ginger Rogers dans le rôle-titre) et Lovely Ladies, King Gentlemen (en) de Stan Freeman (en) et Franklin Underwood (en), sa dernière du 28 décembre 1970 au 9 janvier 1971 (retirée de l'affiche après seulement dix-neuf représentations).
Toujours à Broadway, au nombre de ses pièces suivantes, évoquons L'Homme qui vint dîner (en) de George S. Kaufman et Moss Hart (1939-1941, avec Monty Woolley et George Lessey), Un trou dans la tête d'Arnold Schulman (1957, avec Paul Douglas et Lee Grant) et Le Prix (en) d'Arthur Miller (1968-1969, avec Kate Reid et Shepperd Strudwick).
Entre autres lieux hors Broadway, il débute à Londres (Angleterre) en 1924 dans une reprise de la pièce précitée Polly Preferred. Ultérieurement, sur les planches londoniennes, il joue par exemple dans la comédie musicale Nymph Errant (en) de Cole Porter (1933, avec Gertrude Lawrence et Elisabeth Welch), ou encore dans les pièces Dinner at Eight (en) d'Edna Ferber et George S. Kaufman (1933, avec Basil Sydney) et Three Men on a Horse (en) de George Abbott et John Cecil Holm (en) (1936, avec Romney Brent et Claire Carleton).
Durant sa carrière au théâtre, il gagne deux Tony Awards, en 1958 et 1963 (voir détails ci-dessous).
Au cinéma, il profite de ses séjours en Angleterre pour tourner vingt films britanniques, depuis La Reine (en) d'Herbert Wilcox (1934, avec Anna Neagle et Fernand Gravey) jusqu'à She Couldn't Say No (en) de Graham Cutts (1939, avec Tommy Trinder et Googie Withers), en passant par Vedettes du pavé de Tim Whelan (1938, avec Charles Laughton et Vivien Leigh).
Il contribue aussi à des films américains, le premier (son unique muet) étant L'Irresponsable (en) de Roland West (1918, avec Norma Talmadge et Eugene O'Brien). Ses trois premiers films parlants américains sont des courts métrages musicaux sortis en 1933. Parmi ses longs métrages, citons Le Grand Ziegfeld de Robert Z. Leonard (1936, avec William Powell et Myrna Loy), Beau fixe sur New York de Stanley Donen et Gene Kelly (1955, avec Cyd Charisse et Gene Kelly), Le Milliardaire de George Cukor (1960, avec Marilyn Monroe et Yves Montand) et Qui est Harry Kellerman ? d'Ulu Grosbard (le dernier de ses quarante-quatre films, 1971, avec Dustin Hoffman et Barbara Harris).
Il se produit également à la télévision américaine, comme lui-même dans des émissions entre 1950 et 1966, et dans quelques séries, dont Les Accusés (un épisode, 1963) et The Trials of O'Brien (treize épisodes, 1965-1966, avec Peter Falk et Elaine Stritch).
S'ajoutent trois téléfilms, les deux premiers diffusés respectivement en 1962 (un court métrage) et 1969 ; le troisième est une adaptation de la pièce Le Prix précitée (réalisation de George Schaefer, 1971, avec Colleen Dewhurst et George C. Scott) ; il y reprend son rôle de Gregory Solomon tenu à Broadway, ce qui lui vaut de gagner un Primetime Emmy Award du meilleur acteur dans un second rôle dans une série télévisée dramatique (le téléfilm étant diffusé dans le cadre de la série anthologique ITV Saturday Night Theatre (en)).
Cette récompense lui est décernée à titre posthume le 9 mai 1971, à la 23e cérémonie des Primetime Emmy Awards (en) : en mars précédent, David Burns meurt à 68 ans d'une crise cardiaque, à Philadelphie, lors d'une première de la comédie musicale 70, Girls, 70 (en) de John Kander (avec Mildred Natwick et Lillian Roth ; pour la première à Broadway en avril suivant, il est remplacé par Hans Conried).

## Théâtre (sélection)

### Broadway

#### Pièces
- 1923 : Polly Preferred de Guy Bolton : M. « B »
- 1931 : Wonder Boy d'Edward Chodorov (en) et Arthur Barton, mise en scène de Jed Harris : Harry Rich
- 1935 : Them's the Reporters de Phil Kanter : Cassady
- 1939-1941 : L'Homme qui vint dîner (en) (The Man Who Came to Dinner) de George S. Kaufman et Moss Hart, mise en scène de George S. Kaufman : Banjo[4]
- 1947 : I Gotta Get Out de Joseph Fields et Ben Sher, mise en scène de Joseph Fields : Bernie
- 1953 : Men of Distinction de Richard Condon, mise en scène et production de Martin Gabel : Daniel Gaffney
- 1957 : Un trou dans la tête (A Hole in the Head) d'Arnold Schulman[5], décors de Boris Aronson, mise en scène de Garson Kanin : Max
- 1968-1969 : Le Prix (en) (The Price) d'Arthur Miller, décors et costumes de Boris Aronson, mise en scène d'Ulu Grosbard : Gregory Solomon
- 1970 : Sheep on the Runway d'Art Buchwald, mise en scène de Gene Saks : Ambassadeur Raymond Wilkins

#### Comédies musicales

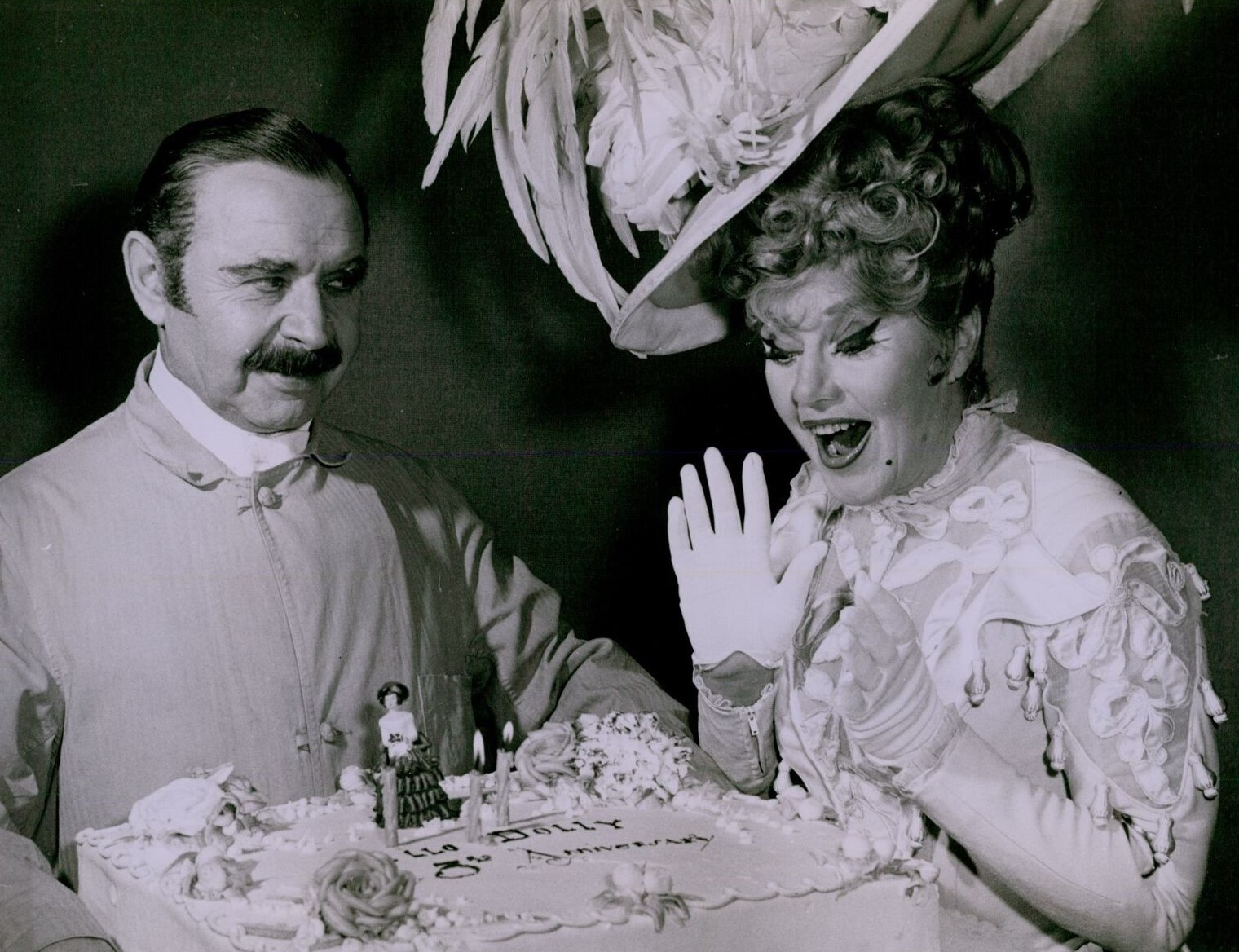
Sur le plateau de Hello, Dolly! en 1967, fêtant le 3e anniversaire de la production à Broadway, avec Ginger Rogers dans le rôle-titre

- 1932 : Face the Music (en), musique et lyrics d'Irving Berlin, livret de Moss Hart, chorégraphie d'Albertina Rasch, mise en scène de George S. Kaufman : Louis
- 1941 : Pal Joey, musique de Richard Rodgers, lyrics de Lorenz Hart, livret de John O'Hara, chorégraphie de Robert Alton, décors et lumières de Jo Mielziner, mise en scène de George Abbott : Ludlow Lowell (remplacement)
- 1943 : My Dear Public, musique et lyrics d'Irving Caesar, Samuel M. Lerner et Gerald Marks, livret d'Irving Caesar et Charles Gottesfeld, production d'Irving Caesar : Walters
- 1945-1946 : Billion Dollar Baby (en), musique et orchestrations de Morton Gould, lyrics et livret de Betty Comden et Adolph Green, chorégraphie de Jerome Robbins, décors et production d'Oliver Smith, costumes d'Irene Sharaff, mise en scène de George Abbott : Dapper Welsh
- 1948 : Heaven on Earth, musique de Jay Gorney (arrangée par Robert Russell Bennett et Don Walker), lyrics et livret de Barry Trivers, décors et costumes de Raoul Pène Du Bois : H. H. Hutton
- 1950-1951 : Out of This World (en), musique et lyrics de Cole Porter, livret de Dwingt Taylor et Reginald Lawrence (d'après Amphitryon de Plaute), orchestrations de Robert Russell Bennett, chorégraphie d'Hanya Holm, mise en scène d'Agnes de Mille et George Abbott : Niki Skolianos
- 1957-1959 : The Music Man, musique, lyrics et livret de Meredith Willson, costumes de Raoul Pène Du Bois, mise en scène de Morton DaCosta : Le maire George Shinn[6]
- 1960-1962 : Do Re Mi, musique de Jule Styne, lyrics de Betty Comden et Adolph Green, livret et mise en scène de Garson Kanin, chorégraphie de Marc Breaux et Dee Dee Wood, décors de Boris Aronson, costumes d'Irene Sharaff : Brains Berman
- 1962-1963 : Le Forum en folie (A Funny Thing Happened on the Way to the Forum), musique et lyrics de Stephen Sondheim, livret de Burt Shevelove et Larry Gelbart (d'après trois pièces de Plaute), orchestrations d'Irwin Kostal et Sid Ramin, chorégraphie de Jack Cole et Jerome Robbins, décors et costumes de Tony Walton, mise en scène de George Abbott et Jerome Robbins, production d'Harold Prince : Senex
- 1964-1967 : Hello, Dolly!, musique et lyrics de Jerry Herman, livret de Michael Stewart, décors d'Oliver Smith, chorégraphie et mise en scène de Gower Champion : Horace Vandergelder[7]
- 1970-1971 : Lovely Ladies, King Gentlemen (en), musique et lyrics de Stan Freeman (en) et Franklin Underwood (en), livret de John Patrick, chorégraphie de Marc Breaux, décors d'Oliver Smith : Colonel Wainwright Purdy III « Purdy »

#### Revues
- 1950 : Alive and Kicking (en), musique et lyrics de divers auteurs (dont Harold Rome), sketches de divers auteurs (dont John Murray), chorégraphie de Jack Cole, décors et costumes de Raoul Pène Du Bois : Army / Dr Allen Drawbridge / Dr Frisbee
- 1952-1953 : Two's Company (en), musique de Vernon Duke, lyrics d'Ogden Nash et Sammy Cahn, sketches de Charles Sherman et Peter DeVries, chorégraphie de Jerome Robbins, mise en scène de Jules Dassin : Dudley Dawson / Melvin / Strombolini / Stanley
- 1955 : Catch a Star!, musique de Sammy Fain et Phil Charig, lyrics de Paul Webster et Ray Golden, sketches de Danny et Neil Simon : Le producteur / Max Dillingbert / Le premier homme dans le sketch Room for Rent / L'annonceur public / Adrian

### Londres

#### Pièces
- 1924 : Polly Preferred de Guy Bolton (reprise) : M. « B »
- 1933 : Dinner at Eight (en) d'Edna Ferber et George S. Kaufman : Max Kane[8]
- 1936 : Three Men on a Horse (en) de George Abbott et John Cecil Holm (en) : Frankie

#### Comédies musicales
- 1933 : Nymph Errant (en), musique et lyrics de Cole Porter, livret et mise en scène de Romney Brent, chorégraphie d'Agnes de Mille, décors et costumes de Doris Zinkeisen (à l'Adelphi Theatre) : Constantine
- 1937 : Big Business, musique de Jack Walker et Joseph Turnbridge, lyrics de Bert Lee (en) et Desmond Carter, livret de K. R. G. Browne, Bert Lee et Desmond Carter : Spike Morgan
- 1937-1938 : Hide and Seek, musique et lyrics de Vivian Ellis, Sam Lerner, Al Goodhart et Al Hoffman, livret de Guy Bolton, Fred Thompson et Douglas Furber : Bennie
- 1938 : Bobby Get Your Gun, musique de Jack Walter et Joseph Turnbridge, lyrics de Clifford Grey, Bert Lee (en) et Desmond Carter, livret de Guy Bolton, Fred Thompson et Bert Lee : Flash Tomkins

## Filmographie partielle

### Cinéma

#### Films américains
- 1918 : L'Irresponsable (en) (De Luxe Annie) de Roland West : le commis d'épicerie
- 1935 : Code secret (Rendezvous) de William K. Howard
- 1936 : Le Grand Ziegfeld (The Great Ziegfeld) de Robert Z. Leonard : Clarence
- 1951 : 14 Heures (Fourteen Hours) d'Henry Hathaway : un chauffeur de taxi
- 1954 : Au fond de mon cœur (Deep in My Heart) de Stanley Donen : Lazar Berrison Sr.
- 1954 : Un grain de folie (Knock on Wood) de Melvin Frank et Norman Panama : Marty Brown
- 1955 : Beau fixe sur New York (It's Always Fair Weather) de Stanley Donen et Gene Kelly : Tim
- 1957 : Four Boys and a Gun de William Berke
- 1960 : Le Milliardaire (Let's Make Love) de George Cukor : Oliver Burton
- 1967 : Le Minus se rebiffe (The Tiger Makes Out) d'Arthur Hiller : M. Ratner
- 1970 : Move de Stuart Rosenberg : le concierge
- 1971 : Qui est Harry Kellerman ? (Who Is Harry Kellerman and Why Is He Saying Those Terrible Things About Me?) d'Ulu Grosbard : Leon Soloway

#### Films britanniques
- 1934 : La Reine (en) (The Queen's Affair) d'Herbert Wilcox : le directeur
- 1936 : Crime sur Londres (en) (Crime Over London) d'Alfred Zeisler : Sniffy
- 1938 : Vedettes du pavé (Sidewalks of London) de Tim Whelan : Hackett
- 1938 : The Return of Carol Deane d'Arthur B. Woods
- 1939 : A Girl Must Live de Carol Reed : Joe Gold
- 1939 : Le Saint à Londres (The Saint in London) de John Paddy Carstairs : Dugan
- 1939 : She Couldn't Say No (en) de Graham Cutts : Chester

### Télévision
- 1963 : Les Accusés (The Defenders, série), saison 3, épisode 11 The Crowd Pleaser : Mike Ross
- 1965-1966 : The Trials of O'Brien (série), saison unique, 13 épisodes : Le Grand McGonigle
- 1969 : Mirror, Mirror Off the Wall de Fielder Cook (téléfilm) : Linkoff
- 1971 : Le Prix (The Price) de  George Schaefer (téléfilm diffusé dans le cadre de la série anthologique ITV Saturday Night Theatre (en)) : Gregory Solomon

## Distinctions

### Nomination
- 1971 : Nomination posthume au Tony Award du meilleur acteur dans une comédie musicale, pour Lovely Ladies, King Gentlemen (en).

### Récompenses
- Deux Tony Award du meilleur second rôle masculin dans une comédie musicale gagnés :
  - En 1958, pour The Music Man ;
  - Et en 1963, pour Le Forum en folie.
- 1971 : Primetime Emmy Award du meilleur acteur dans un second rôle dans une série télévisée dramatique à titre posthume, pour le téléfilm Le Prix (diffusé dans le cadre de la série anthologique ITV Saturday Night Theatre (en)).